# Slobodan Štambuk
Slobodan Štambuk (ur. 1 marca 1941 w Selcy, zm. 27 września 2023 w Splicie) – chorwacki duchowny katolicki, biskup Hvaru w latach 1989–2018.

## Życiorys
Święcenia kapłańskie otrzymał 3 lipca 1966.

## Episkopat
30 marca 1989 papież Jan Paweł II mianował go biskupem ordynariuszem Hvaru. Sakry biskupiej 30 kwietnia 1989 udzielił mu ówczesny nuncjusz apostolski w Jugosławii – abp Gabriel Montalvo Higuera.
9 marca 2018 przeszedł na emeryturę.